# مرگ واهه آوتیان
واهه آوتیان (ارمنی: Վահե Գառնիկի Ավետյանը؛ انگلیسی: Vahe Avetyan؛ ۲ اوت ۱۹۷۹ – ۲۹ ژوئن ۲۰۱۲) یک پزشک گوش و حلق و بینی و فرد نظامی اهل ارمنستان بود.

## زندگی‌نامه
وی در ۲ اوت ۱۹۷۹ به دنیا آمد و در ۲۹ ژوئن ۲۰۱۲ درگذشت.